# Libor Hroza
Libor Hroza est un grimpeur tchèque, né le 30 mai 1987 à Děčín en République tchèque.

## Palmarès

### Championnats du monde
- 2012 à Paris
  -  Médaille d'argent en vitesse[1]

### Championnats d'Europe
- 2010 à Innsbruck,  Autriche
  -  Médaille de bronze en vitesse
- 2013 à Chamonix-Mont-Blanc
  -  Médaille d'or en vitesse
- 2015 à Chamonix-Mont-Blanc
  -  Médaille d'or en vitesse

### Rock Master d'Arco
- 1e en 2009 et 2010.